# Val Müstair Radweg
De Val Müstair Radweg (Müstairdalfietsroute) is een  langeafstandsfietsroute in Zwitserland en Italië. De route loopt grotendeels door Val Müstair, een dal. Het traject is bewegwijzerd in twee richtingen en maakt deel uit van het Fietsnetwerk Veloland Schweiz. Het is een regionale route bewegwijzerd met het cijfer 27. 

## Traject
De route start in Zernez. Hier sluit de route aan op de landelijke route 6: Graubünden-Route en de regionale route 65: Inn-Radweg. De route voert over de Ofenpas. 
Vlak voor de grens in Santa Maria Val Müstair gaan de Umbrailpas en de Passo dello Stelvio omhoog, deze liggen echter niet op deze route.
Na passage met de grens met Italië sluit de route in eindpunt Mals aan op de Via Claudia Augusta.

## Aansluitingen met andere fietsroutes
- In Zernez kan worden aangesloten op de landelijke route 6: Graubünden-Route.
- In Zernez kan worden aangesloten op de regionale route 65: Inn-Radweg.
- In Mals kan worden aangesloten op de Via Claudia Augusta.